# 上瑟尼奧維德內

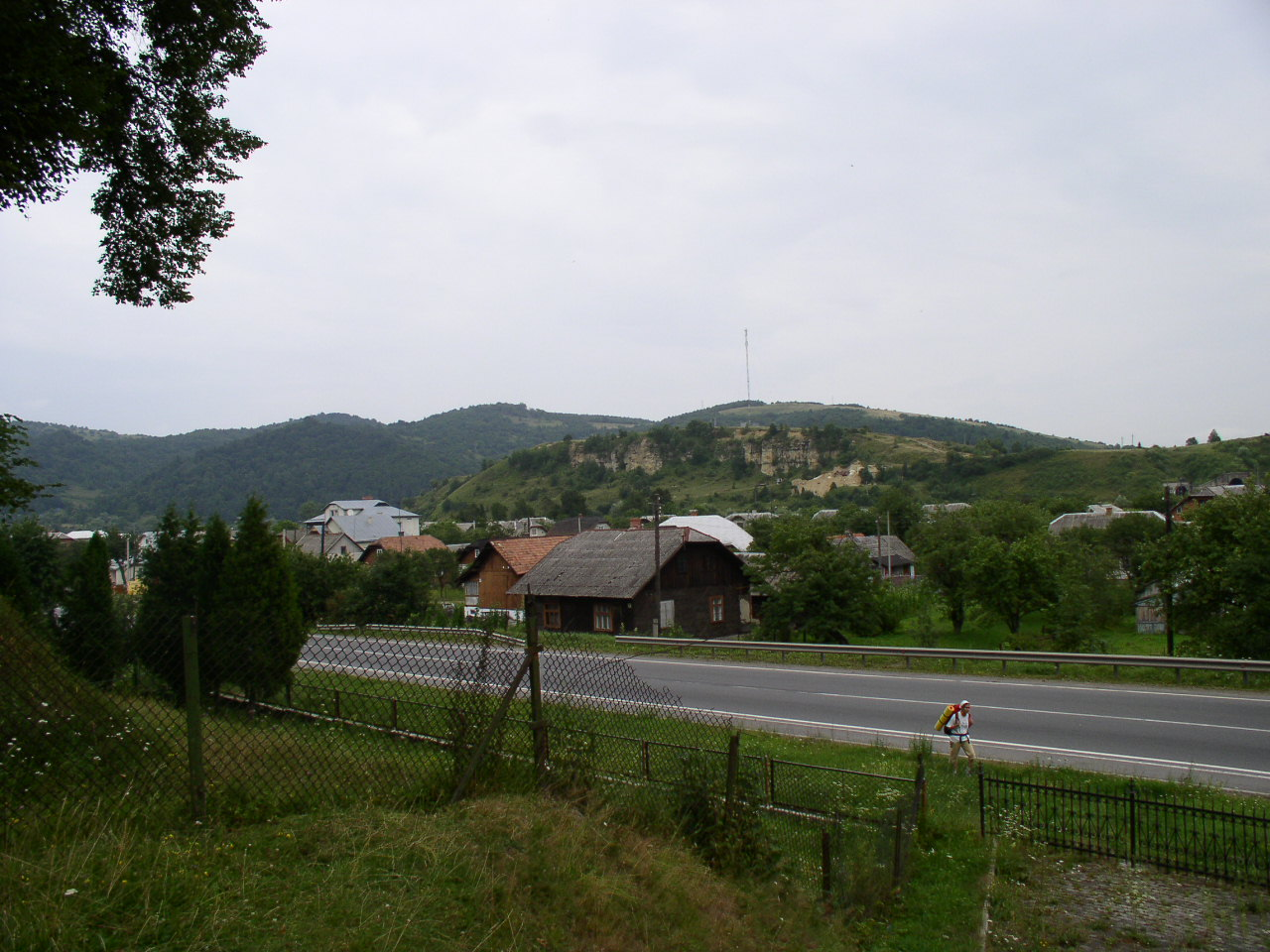
镇内主干道

上瑟尼奥维德内是烏克蘭西部利沃夫州斯特雷區斯科莱市镇内的市級鎮，處於利沃夫西南面88公里；面積36.2平方公里，海拔高度380米，2011年人口3,348人，人口密度每平方公里92.49人。